# Et isoleret tilfælde
Et isoleret tilfælde er en dansk reklamefilm fra 1976 med Olsen-banden, der er produceret af Nordisk Film for Superfos Glasuld. Den 16 minutter lange film er instrueret af Erik Balling efter manuskript af ham selv og Henning Bahs. Blandt de medvirkende ses Ove Sprogøe, Morten Grunwald, Poul Bundgaard, Ove Verner Hansen og Arthur Jensen.

## Handling
Egon Olsen kommer ud af fængslet og bliver modtaget af Kjeld og Benny. Hjemme hos Kjeld fortæller Egon om sin plan. De skal bryde ind hos Kung Fu & Company Im & Export i Københavns Frihavn, hvor en asiatisk diplomat har opbevaret sorte penge i et pengeskab fra Franz Jäger. Egon advarer dog om, at firmaets vagtmand er en grusom karateekspert. Det bekymrer Kjeld og Benny, men Egon minder dem om, at han har en plan. De skal bruge et materiale, der ikke vejer ret meget, er let at transportere, og som fylder meget mere, end det ser ud til.
For at få fat i materialet tager de hen til Superfos Glasuld om natten. Ved indkørslen sidder der en vagtmand, der skal til at have natmad. Banden kommer imidlertid modellervoks i hans saltbøsse, så den ikke kan bruges. Vagtmanden bliver derved distraheret til at gå ind til kantinen/direktionen efter en anden. Imens kører banden så ind på lageret og finder de materialer, de skal bruge. Til Kjeld og Bennys overraskelse viser de omfattende materialer sig at være meget lette, og de læsser det hele på bilen. Da Kjeld skal lukke porten efter dem, vælter noget andet materiale og sætter sig fast under porten. Det lykkes dog Kjeld at få det fjernet og selv slippe ud af porten inden den lukker, og vagtmanden kommer tilbage.
Banden kører så hen til Kung Fu, hvor de læsser materialerne af. Imens henter Kung Fus vagtmand øl i et køleskab og hygger sig så med et Playboy-magasin. Han bemærker ikke, at Kjeld og Benny bruger en rulle materiale til at trække hans kontorstol lidt væk med, så Egon kan komme til at stjæle en nøgle. Derefter lægger banden yderligere et par ruller materialer på en gangbro for at dæmpe støjen af deres fodtrin. Henne på firmaets kontor bryder Egon ind i pengeskabet og tager den røde kuffert med pengene i. Imens har vagtmanden imidlertid opdaget, at nøglen mangler, og han følger rullerne på gangbroen som et spor. Han smadrer døren til kontoret med karatehug men opdager forbløffet, at det er tomt. Banden har nemlig gemt sig bag en væg af materialet. Det skærer de huller i, der forestiller silhuetter af dem selv. De sniger sig så ud, idet det sidste materiale bliver sat i klemme bag en anden dør. Da vagtmanden gentagne gange forsøger at sprænge døren, bliver han skubbet tilbage af materialet og slået ud.
Den glade bande kører væk. Benny spørger hvad man ellers bruger det materiale til, som de har benyttet, og Egon svarer, at man bruger det til at isolere med. Benny synes, at det er skidegodt, og så kan man endda også bruge det til at lave kup med. Egon svarer dog, at det nu nok må siges at være et isoleret tilfælde.

## Medvirkende
- Ove Sprogøe - Egon Olsen, bandeleder
- Morten Grunwald - Benny Frandsen, bandemedlem
- Poul Bundgaard - Kjeld Jensen, bandemedlem
- Ove Verner Hansen - Vagtmand hos Kong Fu & Co Im & Export
- Arthur Jensen - Vagtmand hos Superfos

## Baggrund
Da filmen blev lavet, var den populære filmserie om forbrydertrioen Olsen-banden på sit højeste. Men hvor filmene i serien er regulære spillefilm, er reklamefilmen nærmest en koncentreret kortfilm. Ligesom de normale film er den instrueret af Erik Balling efter manuskript af ham selv og Henning Bahs og med musik af Bent Fabricius-Bjerre. Banden spilles som sædvanligt af Ove Sprogøe, Morten Grunwald og Poul Bundgaard, mens Ove Verner Hansen medvirker som en asiatisk inspireret vagtmand og Arthur Jensen som en klassisk dansk. Til gengæld mangler for eksempel Kirsten Walther som Yvonne og Axel Strøbye som kriminalassistent Jensen. Da det er en reklamefilm, medvirker det lette og fleksible isoleringsmateriale glasuld på flere kreative måder.
Pakhuset, hvor Kung Fu & Company Im & Export holder til i filmen, lå på Østmolen ved Langelinie Allé i Københavns Frihavn. Det blev også brugt som stedet, hvor Egon gasses (mens "Bøffen" igen læser et herremagasin) i Olsen-banden går i krig fra 1978 og i Huset på Christianshavn afs. 66 Larsens arv fra 1975. Det blev opført som et af flere pakhuse, da den første del af frihavnen blev etableret i 1890'erne. Det blev revet ned i 1993, da området overgik til andre formål. I stedet opførte PFA etageejendommene Langelinie Allé 3-5 og 7-9 i 1997.
Der genbruges en del musik fra tidligere bande-film. Under Superfos-kuppet høres H.C. Lumbyes Britta Polka og Amélie Vals, tidligere brugt i Olsen-banden på sporet. Spændingstemaet, der normalt bruges i bandens småkup, bruges under Egons briefing og pakhus-kuppet. Mens banden går lydløst på isoleringsmåtterne i pakhuset, spilles det minimalistiske bas pizzicato- og congas-tema, der ledsager begyndelsen af "ménage à trois-biljagten" fra Olsen-banden på Spanden
Scenen, hvor banden læsser materialer på bilen, giver en forsmag på Olsen-banden går i krigs brug af stumfilm-elementer med Egons gestikuleren, Olsen banden-temaet som stumfilm-pastiche og let opskruet tempo.
Reklamefilmen er udgivet som bonus på dvd-udgaven af Olsen-banden deruda'.

## Anmeldelser
Filmen blev anmeldt af Tobias Lynge Herler fra Philm.dk i 2010. Han gav filmen fem ud af syv stjerner og skrev: "Det er en elegant og kompakt Olsen-banden-film, der rummer meget af spillefilmenes charme og lune, og kortfilmsformen passer også glimrende til det kriminelle trekløver. (…) Reklamefilmen er altså en rigtig lille Olsen-banden-film, og det skal man ikke kimse ad. Opfindsomheden er stor hos Balling og Bahs, og det mærkes på ingen måde, at der er tale om bestillingsarbejde. (…) Genialt er det, at isoleringsmaterialet udgør en "win-win"-situation for den lille produktion: der er gode muligheder for at udnytte Ballings og Bahs’ kreativitet, og den må have givet bonus på bundlinjen hos Superfos."

## Fornoter
1. ↑  en metode Kjeld genbruger til at overvinde Bøffen i næste film: Olsen-banden deruda'